# Within : Dans les murs
Pour plus de détails, voir Fiche technique et Distribution.
Within : Dans les murs (Crawlspace) est un film d'horreur américain réalisé par Phil Claydon, sorti en 2016.

## Synopsis
John Alexander (Michael Vartan), veuf, sa fille Hannah (Erin Moriarty) et sa nouvelle épouse Melanie (Nadine Velazquez), s'installent dans une nouvelle demeure dans une banlieue. Rapidement, leur vie est perturbée par d'étranges phénomènes qui hantent la maison qui semble être vivante.

## Fiche technique
- Titre original : Crawlspace
- Titre français : Within : Dans les murs
- Réalisation : Phil Claydon
- Scénario : Gary Dauberman
- Photographie : James Kniest
- Montage : Eric A. Sears
- Musique : Benjamin Wallfisch
- Production : Peter Safran et Rick Alvarez
- Sociétés de production : The Safran Company
- Sociétés de distribution : Warner Bros.
- Pays d'origine :  États-Unis
- Langue originale : Anglais
- Genres : horreur
- Durée : 88 minutes
- Dates de sortie :
  -  États-Unis : 18 octobre 2016
  -  France : 16 mars 2017 (VOD)

## Distribution
- Michael Vartan : John Alexander, employé à l'aéroport
- Erin Moriarty : Hannah Alexander, fille de John
- Nadine Velazquez : Melanie Alexander, épouse de John
- JoBeth Williams : Rosemary Fletcher, voisine des Alexander
- Blake Jenner : Tommy, amoureux d'Hannah
- Misty Upham : Tina Walsh, voisine des Alexander, squatteuse
- Steele Stebbins : Jake
- Andrew Fiscella : Policier sauvant John dans le grenier
- Ronnie Gene Blevins (en) : Ray Walsh, époux de Tina, serrurier, voisin des Alexander, squatteur
- Tom Wright (en) : détective Pascal
- Dorian Kingi : David

## Musique
- I Want It All par Jules Larson.
- Are You Alone Now? par Dead Sea Empire.
- Obsessed par Scarlet Riley Alfonso et Araya Nicks.
- White Light par Dan Dyer.
- Live In A Dream par Blessing Offor.
- Beautiful Bizar par Roeland Ruijsch.